# Tainan
Tainan (臺南 ou 台南, literalmente "Formosa do Sul"), oficialmente Cidade de Tainan, é uma municipalidade especial de cerca de 1,8 milhão de habitantes localizada no sul da ilha Formosa, de frente para o Estreito de Taiwan. Tainan é a cidade mais antiga do país e também vulgarmente conhecida como a "Cidade Capital" (chinês: 府城) em seus mais de 200 anos de história, visto que serviu como a capital de Taiwan durante o governo de Koxinga e, mais tarde, durante o domínio da dinastia Qing. A história complexa de Tainan, com redefinições e renovações, inspirou seu apelido popular de "Cidade Fênix". Em 25 de dezembro de 2010, o Condado de Tainan e a cidade foram fundidos em uma municipalidade especial, equivalente a uma província.